# Don Henley
Donald Hugh "Don" Henley (rođen 22. srpnja 1947. u Gilmeru, Teksas) američki je rock glazbenik, bubnjar i pjevač grupe Eagles. Također je i uspješan solo izvođač, a angažiran je i u političkim pitanjima i zaštiti okoliša.

## Vanjske poveznice
- Don Henley službena stranica
- Don Henley u internetskoj bazi filmova IMDb-u (engl.)
- Walden Woods Project stranica
- Caddo Lake Institute
- Recording Artists' Coalition  Arhivirana inačica izvorne stranice od 6. srpnja 2005. (Wayback Machine) stranica